# François Girard (réalisateur)
 (juillet 2024).
Si vous disposez d'ouvrages ou d'articles de référence ou si vous connaissez des sites web de qualité traitant du thème abordé ici, merci de compléter l'article en donnant les références utiles à sa vérifiabilité et en les liant à la section « Notes et références ».
 (juillet 2024).
 (juillet 2024).
La mise en forme du texte ne suit pas les recommandations de Wikipédia : il faut le « wikifier ».
Les points d'amélioration suivants sont les cas les plus fréquents. Le détail des points à revoir est peut-être précisé sur la page de discussion.
- Les titres sont pré-formatés par le logiciel. Ils ne sont ni en capitales, ni en gras.
- Le texte ne doit pas être écrit en capitales (les noms de famille non plus), ni en gras, ni en italique, ni en « petit »…
- Le gras n'est utilisé que pour surligner le titre de l'article dans l'introduction, une seule fois.
- L'italique est rarement utilisé : mots en langue étrangère, titres d'œuvres, noms de bateaux, etc.
- Les citations ne sont pas en italique mais en corps de texte normal. Elles sont entourées par des guillemets français : « et ».
- Les listes à puces sont à éviter, des paragraphes rédigés étant largement préférés. Les tableaux sont à réserver à la présentation de données structurées (résultats, etc.).
- Les appels de note de bas de page (petits chiffres en exposant, introduits par l'outil «  Source ») sont à placer entre la fin de phrase et le point final[comme ça].
- Les liens internes (vers d'autres articles de Wikipédia) sont à choisir avec parcimonie. Créez des liens vers des articles approfondissant le sujet. Les termes génériques sans rapport avec le sujet sont à éviter, ainsi que les répétitions de liens vers un même terme.
- Les liens externes sont à placer uniquement dans une section « Liens externes », à la fin de l'article. Ces liens sont à choisir avec parcimonie suivant les règles définies. Si un lien sert de source à l'article, son insertion dans le texte est à faire par les notes de bas de page.
- La présentation des références doit suivre les conventions bibliographiques. Il est recommandé d'utiliser les modèles {{Ouvrage}}, {{Chapitre}}, {{Article}}, {{Lien web}} et/ou {{Bibliographie}}. Le mode d'édition visuel peut mettre en forme automatiquement les références.
- Insérer une infobox (cadre d'informations à droite) n'est pas obligatoire pour parachever la mise en page.

Pour une aide détaillée, merci de consulter Aide:Wikification.
Si vous pensez que ces points ont été résolus, vous pouvez retirer ce bandeau et améliorer la mise en forme d'un autre article.
Pour les articles homonymes, voir François Girard et Girard.
François Girard est un réalisateur, scénariste et metteur en scène canadien, né le 12 janvier 1963 à Saint-Félicien, au Lac-Saint-Jean (Québec, Canada).

## Biographie
Girard grandit à Charlesbourg, en banlieue de Québec, au sein d'une famille aisée.
Après un certificat en communication à l'université du Québec à Montréal, il abandonne sa carrière académique pour se lancer dans le cinéma. En 1985, il fonde sa propre compagnie avec laquelle il réalise des fictions qui reçoivent de nombreux prix. Il écrit et réalise une douzaine de courts métrages, ainsi que divers vidéoclips.
En 1990, il se lance dans un premier long métrage avec Cargo (en). Trois ans plus tard, c'est Trente-deux films brefs sur Glenn Gould (Thirty Two Short Films About Glenn Gould) qui obtient quatre prix Génies à Toronto et est diffusé dans plus de trente pays.
En Italie, il tourne le film du concert Peter Gabriel’s Secret World. Pour cette oeuvre, il reçoit le prix du meilleur film musical à la 38e cérémonie des Grammy Awards en 1996.
Il réalise divers projets pour la télévision avant de sortir en 1998 son film Le Violon rouge, acclamé à travers le monde et récipiendaire de neuf prix Jutra et de huit prix Génie. Ce long métrage est déclaré meilleur film canadien et reçoit une vingtaine de récompenses dont l’Oscar de la meilleure musique de film à Hollywood.
Il signe l’adaptation de la pièce Le Dortoir de Gilles Maheu, qui récolte seize prix au Canada, aux États-Unis, en France, Belgique et Italie.
Artiste accompli, son travail ne connaît pas de frontières. François Girard voyage aisément entre l'opéra, les arts visuels, le théâtre et le cinéma.
En 1997, il met en scène Œdipus rex (Œdipe roi) et la Symphonie de Psaumes d’Igor Stravinsky. The Guardian, de Londres, la désigne « Meilleure production théâtrale de l’année » en Angleterre. En 2001, c’est Novecento : Pianiste d’Alessandro Baricco à Montréal et Édimbourg. À New York, il signe la mise en scène de l’oratorio contemporain Lost Objects, puis de Siegfried de Richard Wagner au Canadian Opera Company.
En 1999, installation de La Paresse au musée d'art contemporain de Montréal.
En 2004, il signe la mise en scène de la pièce Le Procès dans une adaptation de l'écrivain Serge Lamothe qui a été présentée au Théâtre du Nouveau Monde à Montréal et à Ottawa. « Le procès de Kafka occupe une place très particulière dans l'histoire de la littérature du XXe siècle. Nous avons cherché à garder l'esprit du livre » explique-t-il.
À l’opéra de Lyon, François Girard a mis en scène Le Vol de Lindbergh et Die sieben Todsünden (Les Sept Péchés capitaux) de Bertolt Brecht et Kurt Weill en juin 2006, repris au Festival international d'Édimbourg la même année. Il a d’ailleurs remporté à trois reprises le prix « Herald Angel » pour la meilleure production au festival d’Edimbourg. Cette production sera d'ailleurs présentée en février 2009 lors de l'ouverture du Festival Montréal en lumière à la place des Arts.
En 2007, il tourne au Japon et en Italie l'adaptation du roman Soie d'Alessandro Baricco.
En 2008, François Girard signe la mise en scène de ZED, nouveau spectacle permanent du Cirque du Soleil à Tokyo.
François Girard réalise le drame historique Hochelaga, terre des âmes, sorti en 2017. En tant que sélection officielle du Canada, le film a été choisi le 25 septembre 2017 pour la 90e cérémonie des Oscars. Six langues sont parlées dans le film, et tous les rôles amérindiens, y compris ceux des 300 figurants, sont joués par des autochtones du Canada.
En 2019, il réalise une autre long-métrage ambitieux, Le Prodige inconnu (The Song of Names ou Le Chant des noms, au Québec) avec Tim Roth et Clive Owen dans les rôles principaux. C’est un film dramatique britannico-germanico-hongro-canadien sorti en 2019. Il s'agit de l'adaptation du roman du même nom de Norman Lebrecht (2001).

## Filmographie

### Comme réalisateur
- 1990 : Cargo (en)
- 1993 : Le Jardin des ombres
- 1993 : Trente-deux films brefs sur Glenn Gould (Thirty Two Short Films About Glenn Gould)
- 1994 : Peter Gabriel's Secret World
- 1997 : Bach Cello Suite #2: The Sound of Carceri
- 1998 : Le Violon rouge
- 2007 : Soie
- 2014 : Le Virtuose (Boychoir)
- 2017 : Hochelaga, terre des âmes [3]
- 2019 : Le Chant des Noms (The Song of Names)

### Comme scénariste
- 1990 : Cargo (en)
- 1993 : Trente-deux films brefs sur Glenn Gould (Thirty Two Short Films About Glenn Gould)
- 1998 : Le Violon rouge
- 2007:  Soie
- 2017 : Hochelaga, terre des âmes

### Comme acteur
- 1998 : Last Night : Wild Guy #1

### Comme metteur en scène de théâtre
- Cirque du Soleil - Radio City Music Hall, Madrid en Espagne, puis le Kremlin à Moscou. Maintenant permanent à Las Vegas, ZARKANA. 2011-2012.
- Le Fusil de chasse (猟銃, Ryōjū?) de Yasushi Inoue, adaptation théâtrale de Serge Lamothe, avec Marie Brassard (version française), Miki Nakatani (version japonaise) et Rodrigue Proteau. Usine C Montréal, Parco Theater Japon, 2011.
- Cirque du Soleil - Spectacle permanent à Tokyo - ZED. 2008 avec Florence Pot.
- Le Procès au Théâtre du Nouveau Monde - Adapté par Serge Lamothe, avec Alexis Martin, Normand Chouinard, Pierre Lebeau, Isabelle Blais, Jean-Louis Roux et plusieurs autres.
- Novecento au Théâtre de Quat'Sous - D'après le roman d'Alessandro Baricco, mettant en vedette Pierre Lebeau.

## Distinctions
- 2022 : Ordre du Canada - Nomination au titre d'Officier
- 2021 : Ordre des arts et des lettres du Québec - Nomination au titre de Compagnon
- 2019 : Ordre national du Québec - Nomination au titre de Chevalier

## Prix et récompenses[4]
- 2021 : Prix Iris à la 22e édition du Gala Québec Cinéma du film s'étant le plus illustré à l'extérieur du Québec pour Le Chant des Noms (The Song of Names)[5]
- 2020 : Canadian Society of Cinematographers (CSC) pour best theatrical feature cinematography pour Le Chant des Noms (The Song of Names)

- 2020 : Académie Canadienne du cinema et de la télévision pour meilleure chanson originale pour Le Chant des Noms (The Song of Names)

- 2020 : Académie Canadienne du cinema et de la télévision pour meilleure musique originale pour Le Chant des Noms (The Song of Names)
- 2020 : Académie Canadienne du cinema et de la télévision pour meilleur son d’ensemble pour Le Chant des Noms (The Song of Names)
- 2020 : Académie Canadienne du cinema et de la télévision pour meilleur montage sonore pour Le Chant des Noms (The Song of Names)
- 2020 : Académie Canadienne du cinema et de la télévision pour meilleurs maquillages pour Le Chant des Noms (The Song of Names)
- 2019-2020 : Prix Opus du Conseil québécois de la musique (CQM) pour le concert de l'année - Le vaisseau fantôme
- 2018 : Prix Iris - Québec Cinéma de la meilleure interprétation masculine/rôle de soutien pour Hochelaga - Terre des âmes
- 2018 : Prix Iris - Québec Cinéma de la meilleure direction artistique pour Hochelaga - Terre des âmes
- 2018 : Prix Iris - Québec Cinéma de la meilleure direction de la photographie pour Hochelaga - Terre des âmes
- 2018 : Prix Iris - Québec Cinéma des meilleurs costumes pour Hochelaga - Terre des âmes
- 2018 : Prix Iris - Québec Cinéma de la meilleure coiffure pour Hochelaga - Terre des âmes
- 2018 : Canadian Society of Cinematographers (CSC) pour best theatrical feature cinematography pour Hochelaga - Terre des âmes
- 2018 : Academy of Canadian Cinema & Television pour achievement in cinematography pour Hochelaga - Terre des âmes
- 2018 : Academy of Canadian Cinema & Television pour achievement in art direction pour Hochelaga - Terre des âmes
- 2018 : Academy of Canadian Cinema & Television pour achievement in overall sound pour Hochelaga - Terre des âmes
- 2018 : Academy of Canadian Cinema & Television pour achievement in visual effects pour Hochelaga - Terre des âmes
- 2016 : Dora Awards by Toronto Alliance for the Performing Arts (TAPA) for outstanding production for Siegfried by Canadian opera company
- 2016 : Dora Awards by Toronto Alliance for the Performing Arts (TAPA) for outstanding direction for Siegfried by Canadian opera company
- 2016 : Dora Awards by Toronto Alliance for the Performing Arts (TAPA) for outstanding scenic design for Siegfried by Canadian opera company
- 2016 : Dora Awards by Toronto Alliance for the Performing Arts (TAPA) for outstanding lighting design for Siegfried by Canadian opera company
- 2016 : Dora Awards by Toronto Alliance for the Performing Arts (TAPA) for outstanding musical direction for Siegfried by Canadian opera company
- 2015 : Society’s Finest Award - Cinema society of San Diego pour best film showcased pour Boychoir
- 2014 : Louve d'honneur, prix du Festival du Nouveau Cinéma de Montréal pour sa carrière et l'oeuvre entière[6]
- 2014 : Diapason d’Or pour best production de Parsifal at Metropolitan Opera, New York
- 2013 : The First Annual Excellence in Opera Awards (AKA The Freddies) for best new production of Parsifal at Metropolitan Opera, New York[7]
- 2013 : The First Annual Excellence in Opera Awards (AKA The Freddies) for best stage direction of Parsifal at Metropolitan Opera, New York
- 2013 : The First Annual Excellence in Opera Awards (AKA The Freddies) for best design of Parsifal at Metropolitan Opera, New York
- 2012 : Prix Claude Rostand pour le meilleur spectacle lyrique créé en province pour Parsifal de Wagner, direction musicale Kazushi Ono (Opéra de Lyon)
- 2012 : The 19th Yomiuri Theater Awards, prix pour la meilleure production théâtrale de l’année au Japon pour Le fusil de chasse (Hunting gun)
- 2012 : The 19th Yomiuri Theater Awards, prix pour la meilleure interprétation féminine pour Le fusil de chasse (Hunting gun)
- 2012 : The 19th Yomiuri Theater Awards, prix pour la meilleure scénographie pour Le fusil de chasse (Hunting gun)
- 2012 : The 19th Yomiuri Theater Awards, prix pour les meilleurs éclairages pour une production théâtrale pour Le fusil de chasse (Hunting gun)
- 2012 : The 49th Kinokunya Theater Awards pour la meilleure prestation théâtrale de l'année au Japon pour Le fusil de chasse (Hunting gun)
- 2012 : The 49th Kinokunya Theater Awards pour la meilleure interprétation féminine pour Le fusil de chasse (Hunting gun)

### 2010 - 2000
- 2008 : prix Jutra de la meilleure direction artistique (François Séguin) du film "Silk"
- 2008 : prix Jutra des meilleurs costumes (Carlo Poggioli, Kazuko Kurosawa,) du film "Silk"
- 2008 : prix Jutra de la meilleure direction de la photographie (Carlo Poggioli) du film "Silk"
- 2008 : prix Jutra du meilleur son (Claude La Haye et Claude Beaugrand) du film "Silk"
- 2008 : 28e cérémonie des prix Génie pour les meilleurs costumes (Carlo Poggioli, Kazuko Kurosawa) du film "Silk"
- 2006 : The "Herald Angel" award at Edinburgh International Festival for best production for The Seven Deadly Sins (ballet chanté) / «Der Lindberghflug»
- 2002 : The "Herald Angel" award at Edinburgh International Festival for best production for Oedipus Rex / ...Psalms
- 2001 : The "Herald Angel" award at Edinburgh International Festival for best production for Novecento

### 2000 - 1991
- 2000 : Oscar - Academy Award from Academy of Motion Picture Arts and Sciences (AMPAS) for best original score for The Red Violin (Le Violon rouge)
- 1999 : prix Jutra du meilleur film (Prix Iris du meilleur film) pour Le Violon rouge (The Red Violin)
- 1999 : prix Jutra de la meilleure réalisation pour Le Violon rouge (The Red Violin)
- 1999 : prix Jutra du meilleur scénario pour Le Violon rouge (The Red Violin)
- 1999 : prix Jutra de la meilleure interprétation masculine dans un rôle de soutien pour Le Violon rouge (The Red Violin)
- 1999 : prix Jutra du meilleur montage pour Le Violon rouge (The Red Violin)
- 1999 : prix Jutra de la meilleure musique originale pour Le Violon rouge (The Red Violin)
- 1999 : prix Jutra de la meilleure direction de la photographie pour Le Violon rouge (The Red Violin)
- 1999 : prix Jutra de la meilleure direction artistique et des meilleurs costumes pour Le Violon rouge (The Red Violin)
- 1999 : prix Jutra du meilleur son pour Le Violon rouge (The Red Violin)
- 1998 : Prix Génie du meilleur film par l'Académie canadienne du cinéma et de la télévision pour Le Violon rouge (The Red Violin)
- 1998 : Prix Génie de la meilleure réalisation pour Le Violon rouge (The Red Violin)
- 1998 : Prix Génie du meilleur scénario pour Le Violon rouge (The Red Violin)
- 1998 : Prix Génie de la meilleure musique[8] pour Le Violon rouge (The Red Violin)
- 1998 : Prix Génie de la meilleure photographie[9] pour Le Violon rouge (The Red Violin)
- 1998 : Prix Génie de la meilleure direction artistique pour Le Violon rouge (The Red Violin)
- 1998 : Prix Génie des meilleurs costumes pour Le Violon rouge (The Red Violin)
- 1998 : Prix Génie du meilleur son pour Le Violon rouge (The Red Violin)
- 1998 : Tokyo International Film Festival pour la meilleure contribution artistique pour Le Violon rouge (The Red Violin)
- 1998 : Festival du nouveau cinéma de Montréal pour le meilleur film canadien pour Le Violon rouge (The Red Violin)
- 1998 : Festival du nouveau cinéma de Montréal pour le prix du public pour Le Violon rouge (The Red Violin)
- 1998 : Dora Awards by Toronto Alliance for the Performing Arts (TAPA) for best direction of a musical for Oedipus Rex with Symphony of Psalms by Igor Stravinsky
- 1998 : Dora Awards by Toronto Alliance for the Performing Arts (TAPA) for best lighting design for Oedipus Rex with Symphony of Psalms by Igor Stravinsky
- 1998 : Dora Awards by Toronto Alliance for the Performing Arts (TAPA) for best production of a musical for Oedipus Rex with Symphony of Psalms by Igor Stravinsky
- 1998 : Dora Awards by Toronto Alliance for the Performing Arts (TAPA) for best female performance for Oedipus Rex with Symphony of Psalms by Igor Stravinsky
- 1998 : Dora Awards by Toronto Alliance for the Performing Arts (TAPA) for best set design for Oedipus Rex with Symphony of Psalms by Igor Stravinsky
- 1998 : Dora Awards by Toronto Alliance for the Performing Arts (TAPA) for best costume design for Oedipus Rex with Symphony of Psalms by Igor Stravinsky
- 1998 : Dora Awards by Toronto Alliance for the Performing Arts (TAPA) for best musical direction for Oedipus Rex with Symphony of Psalms by Igor Stravinsky
- 1998 : Dora Awards by Toronto Alliance for the Performing Arts (TAPA) for best choreography for Oedipus Rex with Symphony of Psalms by Igor Stravinsky
- 1998 : Primetime Emmy Awards for Outstanding Special Visual Effects for a Series for The Sound of the Carceri (Yo-Yo Ma performs Bach)[10]
- 1998 : Gemini Awards for best visual effects for The Sound of the Carceri (Yo-Yo Ma performs Bach)
- 1996 : Grammy Award by National Academy of Recording Arts and Sciences - best long form music video for Peter Gabriel: Secret World Live[11]
- 1995 : Special Prix Italia for best fiction film for Thirty-two short films about Glenn Gould
- 1995 : Rose d'Or de Montreux - 1st prize for music section for Peter Gabriel: Secret World Live
- 1995 : CableACE Awards Los Angeles - Direction of Photography and/or Lighting Direction in a Comedy or Music Special or Series for Peter Gabriel: Secret World Live
- 1994 : Le Festival du nouveau cinéma Montréal (FNCM) - prix du public pour Peter Gabriel: Secret World Live
- 1994 : Mostra de Sao Paulo - Badeira Paulista Award for Thirty-two short films about Glenn Gould
- 1994 : Festival de Lisbonne - Prize Figueira da Foz for Thirty-two short films about Glenn Gould
- 1993 : Prix Génie du meilleur film par l'Académie canadienne du cinéma et de la télévision pour Thirty-two short films about Glenn Gould
- 1993 : Prix Génie du meilleur réalisateur pour Thirty-two short films about Glenn Gould
- 1993 : Prix Génie de la meilleure photographie pour Thirty-two short films about Glenn Gould
- 1993 : Prix Génie du meilleur montage pour Thirty-two short films about Glenn Gould
- 1993 : Prix spécial du jury du Festival international du film de Toronto - Meilleur long métrage canadien pour Thirty-two short films about Glenn Gould
- 1993 : Festival du Film de Vancouver - special mention pour Thirty-two short films about Glenn Gould
- 1993 : Prix du Festival International de Films sur l'art de la meilleure photographie pour Le jardin des ombres
- 1993 : Bronze plaque du 41st Columbus International Festival pour Le jardin des ombres
- 1991 : Golden Apple - Dance from National Educational F.V.F, Oakland pour Le Dortoir
- 1991 : Prix Gémeaux Montréal du meilleur art spécial pour Le Dortoir
- 1991 : Prix Gémeaux Montréal du meilleur montage - variété pour Le Dortoir
- 1991 : First prize fine arts - Golden Gate Award, San Francisco Film Festival pour Le Dortoir
- 1991 : FIPA d'Or, Musique et images - Festival International de Programmes Audiovisuels (FIPA), Cannes pour Le Dortoir
- 1991 : Golden plaque award - variety, Chicago International Film Festival pour Le Dortoir
- 1991 : Bronze medal Performing arts - International Film & Video Festival, New York for Le Dortoir
- 1991 : Grand Prix en danse, mémoire de la danse - Grand Prix International Video Danse, France pour Le Dortoir
- 1991 : 19th annual International Emmy Awards for Best Performing Arts for Le Dortoir
- 1991 : Prix Italia, Italy - mention honorable pour Le Dortoir
- 1991 : Prix Quebec-Alberta Prize, remis au Banff Film Festival pour Le Dortoir
- 1991 : Special jury award from 27th Yorkton Film Festival (YFF) for Le Dortoir
- 1991 : Golden sheaf award - art & entertainment from 27th Yorkton Film Festival (YFF) for Le Dortoir
- 1991 : Golden sheaf award - art direction from 27th Yorkton Film Festival (YFF) for Le Dortoir
- 1991 : Festival International Films sur l'art - Prix de la meilleure adaptation pour Le Dortoir
- 1991 : Première Mondial de la vidéo de Bruxelles - Prix du meilleur réalisateur pour Le Dortoir

### 1990 - 1984
- 1990 : Golden Muse Award - The American Association of Museum (actuel:  American Alliance of Museums) for short film CCA
- 1990 : Grand Award - experimental Film, Houston Film Festival pour Suspect No.1
- 1990 : Grand Award - experimental Film, Houston Film Festival pour Vie et mort de l'architecte
- 1989 : Silver plaque - Chicago International Film Festival pour Tango Tango
- 1989 : Honorary Award - Australian Video Festival pour Tango Tango
- 1989 : Gold Award Certificate - Dance on Camera, New York pour Montréal dance
- 1987 : Best video performance, Festival d'Atlanta for Le Train
- 1987 : Special mention, 6th Daniel Wadsworth Memorial Video Festival, Hartford for Le Train
- 1987 : ADISQ du réalisateur de vidéoclip de l'année pour "60 rue des Lombards"[12]
- 1986 : Mention spéciale, Festival de Montbéliard pour Le Train
- 1985 : Prix du meilleur montage, Semaine Internationale du Video de Genève pour Le Train
- 1985 : Best rock video - La Presse pour "60 rue des Lombards"
- 1985 : Merit Award - Tokyo International Video Festival for Le Train
- 1984 : First prize - Festival Under Five, Vancouver for Distance